# HMS A5
Pour les articles homonymes, voir A5.
Le HMS A5 était un des premiers sous-marins de la Royal Navy. Il faisait partie du groupe 2 des premiers sous-marins de la classe A britannique. Comme tous les navires de sa classe, il a été construit chez Vickers à Barrow-in-Furness.

## Conception
La classe A a été conçue par Vickers comme une amélioration par rapport aux sous-marins américains de la classe Holland. C’était la première classe de sous-marins de conception britannique. Quatre sous-marins, du HMS A1 au HMS A4, ont été commandés dans le cadre du programme de construction 1902–1903 pour la Royal Navy, et neuf autres (du HMS A5 au HMS A13) ont été commandés dans le cadre du programme 1903-1904. La conception de ces sous-marins a été revue entre le prototype de la classe (le A1) et les trois autres sous-marins du premier groupe, et les sous-marins du programme 1903-1904. Ce deuxième lot était équipé d’un second tube lance-torpilles.
Le HMS A5 mesurait 32 m de longueur hors tout, avec un maître-bau de 3,9 m et un tirant d'eau de 3,1 m en surface. Son déplacement était d’environ 190 tonnes en surface et de 208 à 210 tonnes en immersion. Un moteur à essence à 16 cylindres Wolseley de 550 chevaux (410 kW) propulsait le sous-marin en surface, entraînant l’arbre d'hélice unique du sous-marin, tandis que la propulsion en immersion était assurée par un moteur électrique de 150 chevaux (110 kW). La vitesse était de 11,5 nœuds (21,3 km/h) en surface et 7 nœuds (13 km/h) en plongée. L’armement était constitué de deux tubes de torpille de 18 pouces (457 mm) à l’avant du navire. Celui-ci emportait quatre torpilles.

## Engagements
Le HMS A5 fut construit au chantier naval Vickers de Barrow-in-Furness. Sa quille fut posée en 1903, il fut lancé le 3 mars 1904 et achevé le 11 février 1905.
Immédiatement après sa mise en service, le HMS A5 et son navire ravitailleur, le HMS Hazard, se sont rendus à Queenstown (aujourd’hui Cobh) en Irlande. Le 16 février 1905 à 10h05 alors qu’il était amarré au HMS Hazard, une explosion s’est produite à bord, suivie d’une seconde explosion environ 30 minutes plus tard. Six membres de l’équipage ont été tués par l’explosion. Le commandant de bord, le lieutenant H. G. J. Good, et les quatre autres membres de l’équipage ont survécu.
Une enquête sur l’accident a permis de conclure que les vapeurs d’essence avaient été enflammées par une étincelle électrique, la seconde explosion ayant été provoquée par des débris fumants du premier événement.
Le HMS A5 est retourné à Barrow-in-Furness le mois suivant pour des réparations et a été remis en service dans la Home Fleet en octobre. Il fut utilisé pour l’entraînement jusqu’à ce qu’il soit vendu pour élimination en décembre 1915 et fut finalement démantelé à Portsmouth en 1920.

## Hommages
L’Irish Naval Service a fait don d’un bloc de granit avec une plaque en laiton donnant des détails sur la tragédie du A5, qui a été dévoilée en mars 2000.
Le 13 février 2005, une cérémonie a eu lieu à l’occasion du centenaire de l’accident. Pour cette occasion, le LÉ Eithne de l’Irish Naval Service et le HMS Richmond de la Royal Navy ont fait escale à Cobh.